# 福州 (开元)
福州，在今福建省境内设立的一个州。
唐开元十三年（725年），改闽州置，治所在闽县（今福建省福州市）。为福州都督府治。福州都督府始管三州：福州、建州、丰州（南安郡改）；继而管五州：福州、建州、泉州（丰州改，即今泉州市）、汀州、漳州，五州之下设三十五县（后又并为二十四县）。《元和郡县志》载：福州“因州西北福山为名”。福州辖境相当今福建省尤溪县北尤溪口镇以东的闽江流域和古田、屏南、福安、福鼎等市县以东地区。
开元十三年（725年），置福州都督府。
开元十九年（731年），福州置泉山府兵左卫营、右卫营，共1200人。
天宝元年（742年），改为长乐郡；乾元元年（758年），复为福州。上元元年（760年），福州都督府和福建都防御使合并，升置为福州节度使。大历六年（771年），罢福州节度使，置福建都团练观察处置使（简称福建观察使）。后梁开平三年（909年），后梁太祖朱温加封王审知为中书令、闽王，升福州为福州大都督府，作为闽国国都。闽龙启元年（933年），改福州大都督府为长乐府。闽天德三年（945年），闽国灭亡，长乐府废，恢复福州建置。李仁达短暂割据（945年—947年）时，恢复威武军，与福州并存。后汉乾祐元年（948年），吴越消灭李仁达的割据势力。后周广顺元年（951年），吴越改威武軍为彰武軍。北宋太平兴国二年（977年），改彰武軍为威武軍。太平兴国三年（978年），吴越降北宋；同年，威武军改为两浙西南路，福州隶之。
五代后辖境缩小。宋朝时为福建路治。南宋景炎元年（1276年），端宗即位于此，改为福安府，作为行在。元至元十四年（1277年），复为福州；十五年（1278年），升为福州路。宋元以来海舶前往东南亚各地，常由此出海。

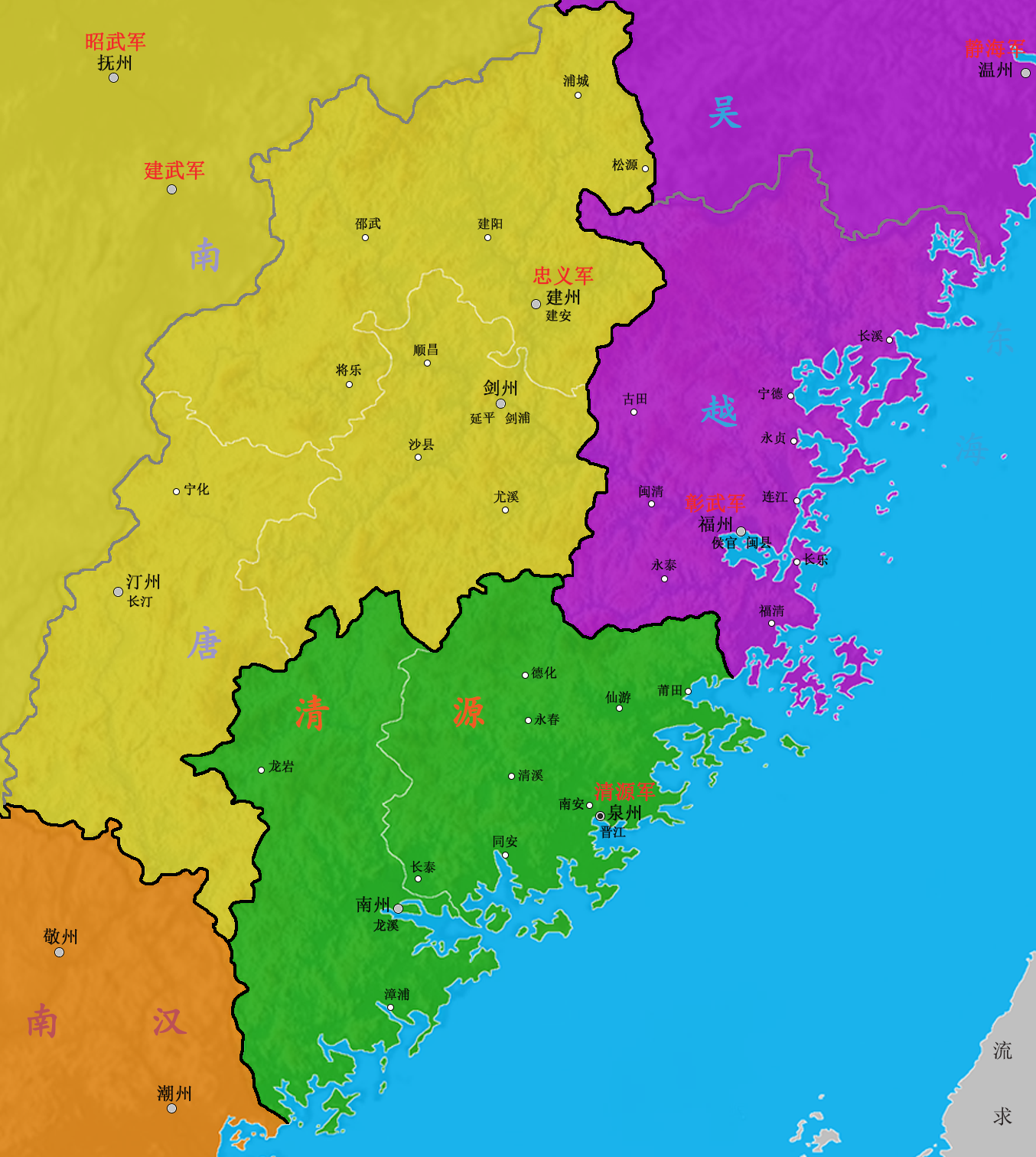
福州（957年）

| 唐朝福州辖县 | 唐朝福州辖县                                                                             |
| ------------ | ---------------------------------------------------------------------------------------- |
| 725年        | 闽县、长乐县、连江县、万安县、侯官县、温麻县                                             |
| 741年        | 闽县、长乐县、连江县、万安县、侯官县、温麻县（新增古田县、尤溪县）                       |
| 742年        | 闽县、长乐县、连江县、万安县（改名福唐县）、侯官县、温麻县（改名长溪县）、古田县、尤溪县 |
| 760年        | 闽县、长乐县、连江县、福唐县、侯官县、长溪县、古田县、尤溪县                             |
| 766年        | 闽县、长乐县、连江县、福唐县、侯官县、长溪县、古田县、尤溪县（新增永泰县）               |
| 808年        | 闽县、连江县、福唐县、长溪县、古田县、尤溪县、永泰县（废除侯官县、长乐县）               |
| 810年        | 闽县、连江县、福唐县、长溪县、古田县、尤溪县、永泰县（复设侯官县、长乐县）               |
| 861年        | 闽县、连江县、福唐县、长溪县、古田县、尤溪县、永泰县、侯官县、长乐县（新增梅溪县）       |

## 历任长官
唐朝福州刺史
- 辛子言（725年）
- 李祎之（729年）
- 管元惠（729年—738年）
- 李亚丘（739年）
- 徐峤（740年）
- 长乐郡太守
- 董玠（758年）
- 李承昭（761年—762年）
- 李椅（772年—774年）
- 皇甫政（775年—777年）
- 高宽仁（777年—779年）
- 鲍防（779年—780年）
- 常衮（780年—783年）
- 孟皞（783年—784年）
- 王雍（784年—785年）
- 卢愖（785年—786年）
- 吴诜（787年—788年）
- 吴凑（788年—791年）
- 郑叔则（791年—792年）
- 王翃（792年—795年）
- 李若初（795年—797年）
- 柳冕（797年—804年）
- 阎济美（804年—807年）
- 陆庶（807年—809年）
- 元义方（809年—811年）
- 裴次元（811年—813年）
- 薛謇（813年—815年）
- 元锡（815年—819年）
- 裴乂（819年—823年）
- 蔡僖（824年）
- 林蔇（825年）
- 徐晦（825年—826年）
- 卫中行（826年）
- 独孤朗（827年，未任）
- 张仲方（827年—830年）
- 桂仲武（830年—831年）
- 罗让（831年—834年）
- 段百伦（834年—836年）
- 唐扶（836年—839年）
- 李玘（839年，未任）
- 卢贞（839年）
- 黎埴（会昌年间）
- 殷俨（848年）
- 崔（849年—850年）
- 李贻孙（851年—852年）
- 王源植（853年）
- 韦署（853年）
- 裴炜（大中年间）
- 杨发（856年—858年）
- 王镇（858年—861年）
- 皇甫燠（861年—862年）
- 杜宣猷（862年—865年）
- 李播（865年）
- 李景温（867年—869年）
- 孟彪（870年—873年）
- 皇甫珪（874年）
- 李晦（875年—876年）
- 李播（876年）
- 韦岫（878年）
- 郑镒（879年—884年）
- 陈巖（884年—892年）
- 范晖（892年—893年）
- 王潮（893年—897年）
- 王审知（897年—925年）
- 许融
- 李洵[17]

吴越福州刺史
- 李弘通（947年，知福州留后）
- 吴程（948年—950年，知节度事）
- 钱弘儇（950年—951年，知节度事）
- 钱弘儇（952年）
- 钱元璝（952年，知节度事）
- 钱元璝（953年—956年）
- 钱仁俊（956年，知节度事）
- 钱仁俊（957年—959年）
- 鲍修让（960年，知节度事）
- 钱仁俊（961年—963年）
- 鲍修让（964年）
- 钱弘儇（965年—966年）
- 钱元璝（967年—968年）
- 孙赞明（968年—969年）
- 孙承佑（970年）
- 沈承礼（971年—973年）
- 钱昱（974年—976年）
- 沈承礼（976年—978年）

宋朝知福州
- 杨克让（978年）
- 侯赟（978年—981年）
- 何允昭（981年—982年）
- 商夷简（982年—984年）
- 孙逢吉（984年—986年）
- 魏咸熙（986年—988年）
- 源护（988年—989年）
- 许骧（989年—990年）
- 马亮（990年）
- 李伟（990年—994年）
- 张允昭（994年）
- 张从式（994年）
- 冯励（994年—996年）
- 冯伉（996年—998年）
- 陈象舆（998年—1004年）
- 谢泌（1004年—1006年）
- 袁逢吉（1006年—1008年）
- 严辟疆（1008年—1010年）
- 李欣（1010年—1013年）
- 王平（1013年—1014年）
- 任晓（1014年—1017年）
- 王世昌（1017年—1019年）
- 王臻（1019年—1022年）
- 康孝基（1021年—1022年）
- 陈绛（1023年—1025年）
- 胡则（1025年—1026年）
- 章频（1026年—1027年）
- 尹锡（1028年—1029年）
- 孙溉（1029年—1031年）
- 郑栽（1031年—1032年）
- 高觌（1032年—1034年）
- 张沔（1034年—1035年）
- 梁逸（1035年—1037年）
- 范亢（1037年—1038年）
- 许宗寿（1038年—1040年）
- 沈邈（1040年—1041年）
- 王逵（1041年—1044年）
- 蔡襄（1044年—1047年）
- 成戬（1047年—1050年）
- 李上交（1050年—1051年）
- 刘夔（1051年—1052年）
- 曹颖叔（1052年—1056年）
- 蔡襄（1056年—1058年）
- 刘忠顺（1058年—1059年）
- 魏琰（1059年—1060年）
- 燕度（1060年—1061年）
- 范师道（1061年—1062年）
- 元绛（1062年—1064年）
- 张伯玉（1064年—1068年）
- 程师孟（1068年—1070年）
- 丁竦（1070年—1075年）
- 元积中（1075年—1077年）
- 曾巩（1077年—1078年）
- 孙觉（1078年—1081年）
- 刘瑾（1081年—1082年）
- 谢卿材（1084年—1086年）
- 孙昌龄（1086年）
- 许懋（1086年—1087年）
- 朱福（1087年—1088年）
- 林积（1088年—1090年）
- 柯述（1090年—1092年）
- 范峋（1092年—1093年）
- 王祖道（1093年—1094年，1098年）
- 叶伸（1094年—1097年）
- 温益（1097年—1098年）
- 程之邵（1098年—1100年）
- 柯述（1100年—1102年）
- 陈轩（1102年）
- 王祖道（1102年—1104年）
- 王涣之（1104年—1105年）
- 陈觉民（1105年）
- 叶棣（1105年—1106年）
- 檀宗旦（1107年—1109年）
- 罗畸（1109年—1111年）
- 孙琦（1111年—1112年）
- 张励（1112年—1113年）
- 黄裳（1113年—1117年）
- 苏晔（1117年）
- 陆蕴（1117年）
- 黄裳（1117年—1119年）
- 苏竣（1119年—1120年）
- 余深（1120年—1123年）
- 刘韐（1123年—1124年）
- 柳庭俊（1124年）
- 陆藻（1124年—1125年）
- 柳庭俊（1125年—1126年）
- 徐延俊（1126年）
- 李友闻（1126年）
- 江常（1126年—1127年）[18][19]